# ژوائو فرانسیسکو براز
ژوائو فرانسیسکو براز (انگلیسی: João Francisco Bráz; ۲۵ نوامبر ۱۹۲۰ – ۱۱ سپتامبر ۱۹۹۶) بازیکن بسکتبال اهل برزیل بود.